# 埃爾羅薩里奧 (拉巴斯省)

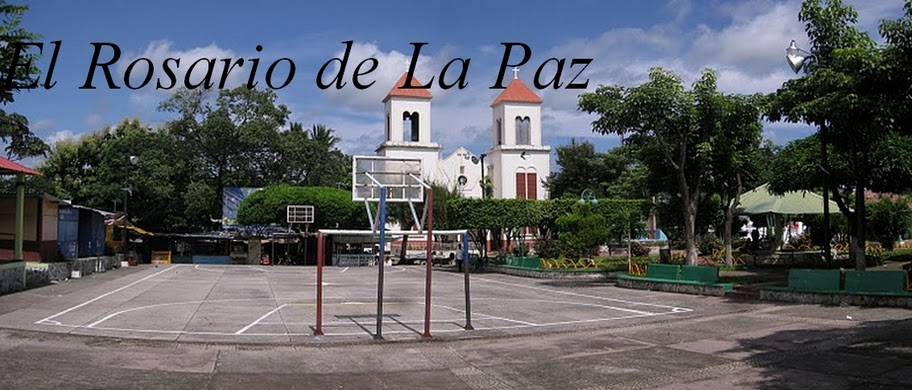

埃爾羅薩里奧（西班牙語：El Rosario），是薩爾瓦多的城鎮，位於該國南部，由拉巴斯省負責管轄，面積45.64平方公里，海拔高度105米，2007年人口16,784，人口密度每平方公里367.75人。
13°30′N 89°2′W / 13.500°N 89.033°W